# Middle Temple

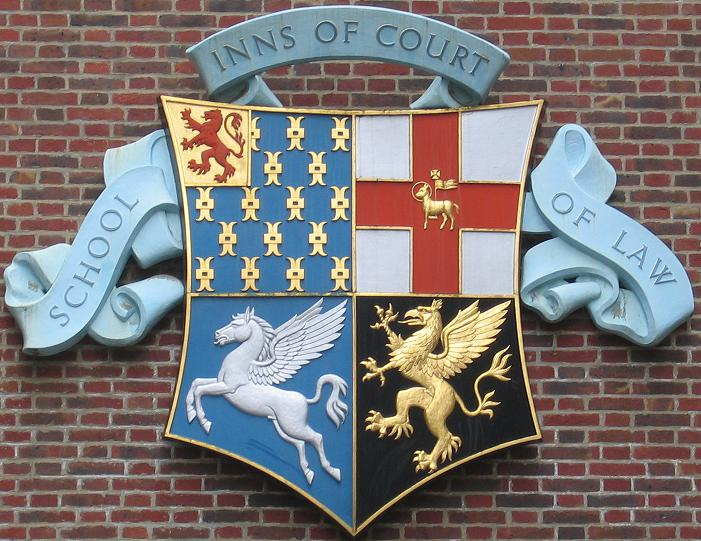
Armas de los cuatro Inns of Court, el escudo del «Middle Temple» en el cuartel superior izquierdo.

El Middle Temple (oficialmente llamado en inglés The Honourable Society of the Middle Temple) es uno de los cuatro Inns of Court, agrupaciones profesionales dentro del derecho anglosajón del Common Law a las cuales deben pertenecer los abogados de Inglaterra y Gales para ejercer su profesión como barristers.
Los Inns of Court actúan en el derecho anglosajón de manera similar a un colegio de abogados de otros países; los otros Inns of Court de Inglaterra son el Inner Temple, Gray's Inn y el Lincoln's Inn.
En sus inicios, que se remontan al siglo XIV, los Inns of Court tenían como única función la de servir como escuelas universitarias dedicadas solo a leyes, hasta que en 1852 se les retiró esa función. No obstante, los Inns of Court continúan sirviendo como entidades capacitadoras en abogacía para estudiantes, y abogados recién egresados, además de apoyar la especialización profesional de abogados jóvenes y organizar actividades culturales de tipo académico-jurídico.
La sede actual del Middle Temple es un complejo de edificios antiguos situado dentro de la City de Londres, dentro de la zona histórica y financiera, en una localidad limítrofe con Westminster cerca de los Reales Tribunales de Justicia.

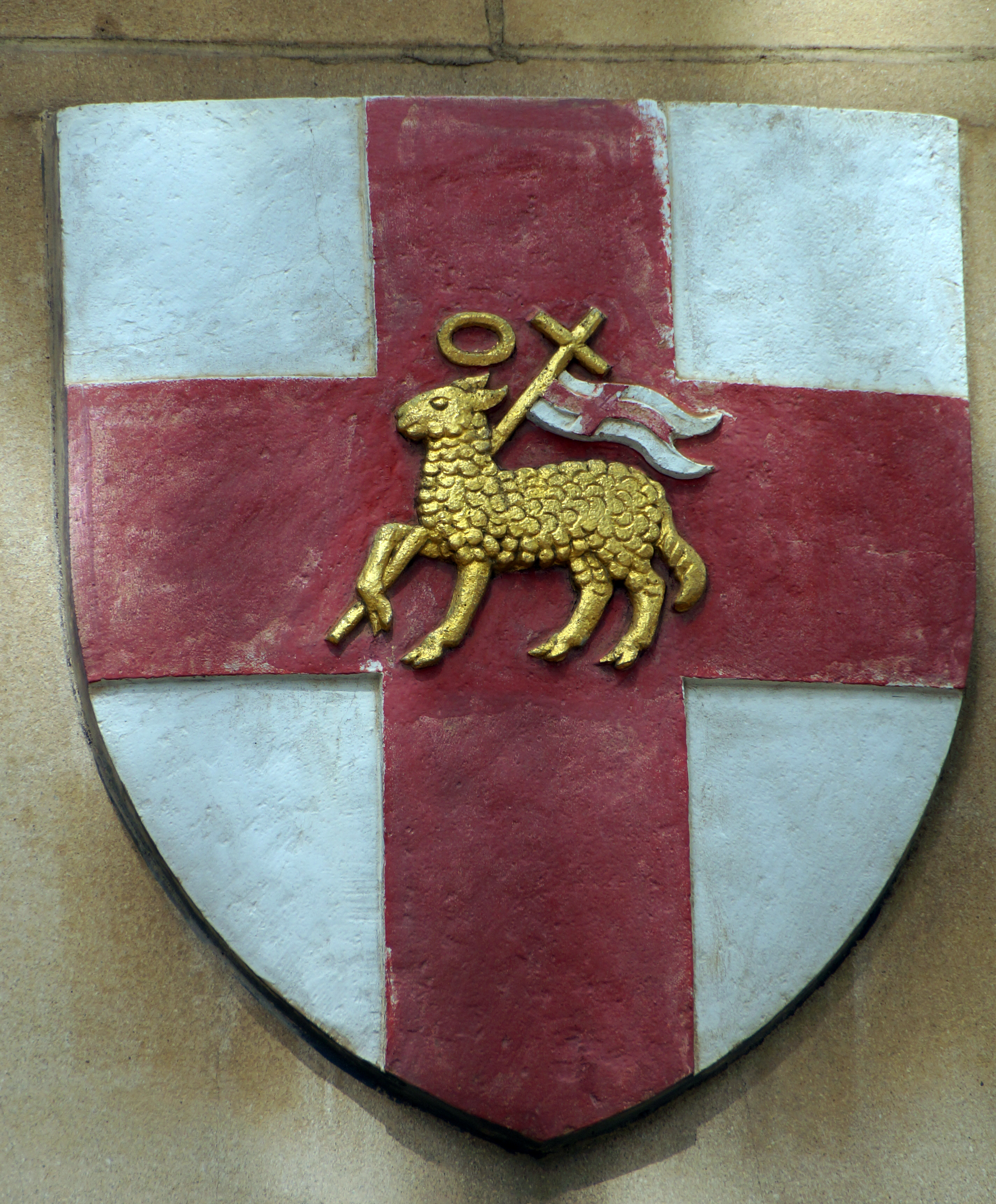
Escudo de armas del «Middle Temple»